# Sichon
Sichon (em tailandês: อำเภอสิชล) é um distrito da província de Nakhon Si Thammarat, no sul da Tailândia. É um dos 23 distritos que compõem a província. Sua população, de acordo com dados de 2012, era de 87 063 habitantes, e sua área territorial é de 703,1 km².
O distrito é dividido em 9 subdistritos (tambon). Abriga o Parque Nacional Namtok Si Khit.